# Dlhá nad Váhom
Dlhá nad Váhom (slowakisch bis ins 19. Jahrhundert „Dlhá“; deutsch Langendorf an der Waag, ungarisch Vághosszúfalu – bis 1907 Hosszúfalu) ist ein Ort und eine Gemeinde im Okres Šaľa des Nitriansky kraj im Südwesten der Slowakei. Die Zahl der Einwohner belief sich auf 925 (31. Dezember 2024) und wies bei der Volkszählung 2001 eine magyarische Mehrheit auf.

## Geographie
Die Gemeinde liegt im slowakischen Donautiefland am linken Ufer der Waag, gleich gegenüber am rechten Ufer liegender Gemeinde Kráľová nad Váhom. Dlhá nad Váhom liegt an der Landesstraße 573 zwischen Šoporňa und Veča, einem Ortsteil der Stadt Šaľa und liegt nur drei Kilometer vom städtischen Zentrum.

## Geschichte
Der Ort wurde zum ersten Mal 1113 in den Zoborer Urkunden als Zumboe schriftlich erwähnt. Seit 1252 war der Ort ein Gut der Prämonstratenser-Abtei von Turz, seit dem 16. Jahrhundert war im Besitz des Erzbischofs von Gran. Im 16. und 17. Jahrhundert war der Ort mehrmals durch Türken besetzt. Die Haupteinnahmequelle für die Bevölkerung war Landwirtschaft, daneben gab es einige Mühlen an der Waag.
Bis 1919 gehörte der Ort im Komitat Neutra zum Königreich Ungarn und kam danach zur neu entstandenen Tschechoslowakei. 1938–1945 war er auf Grund des Ersten Wiener Schiedsspruchs noch einmal Teil Ungarns.
Die römisch-katholische Kirche ist der Dreifaltigkeit geweiht und wurde ursprünglich im Jahre 1766 errichtet.

## Bevölkerung
| Jahr:                | 1994. | 2004.   | 2014.   | 2024.   |
| -------------------- | ----- | ------- | ------- | ------- |
| Anzahl der Personen: | 878   | 906     | 864     | 925     |
| Unterschied:         |       | +3,18 % | -4,63 % | +7,06 % |

| Jahr:                | 2023. | 2024.   |
| -------------------- | ----- | ------- |
| Anzahl der Personen: | 928   | 925     |
| Unterschied:         |       | -0,32 % |